# Alpes e Pré-Alpes Julianos
Os Alpes e Pré-Alpes Julianos (em italiano:  Alpi e Prealpi Giulie ou em eslovaco:  Julijske Alpe), são uma cordilheira dos Alpes que se encontram nas regiões de Friul-Veneza Júlia na Itália e nas regiões da Litoral-Kras e da Alta Carníola da Eslovénia. O ponto mais alto é o  Monte Triglav com 2.864 m.

## Localização
Os Alpes e Pré-Alpes Julianos estão rodeados a Nordeste pelo Alpes da Caríntia e Eslovenos, a Sudeste pelos  Pré-Alpes Eslovenos, e a oeste oelos Alpes Cárnicos e de Gail.

## SOIUSA
A Subdivisão Orográfica Internacional Unificada do Sistema Alpesno (SOIUSA) dividiu em 2005 os Alpes em duas grandesPartes: Alpes Ocidentais e Alpes Orientais, separados pela linha formada pelo  Rio Reno - Passo de Spluga - Lago de Como - Lago de Lecco.
A secção alpina dos Alpes e Pré-Alpes Julianos é formada pelos Alpes Julianos e pelos Pré-Alpes Julianos.

### Classificação  SOIUSA
Segundo a SOIUSA este acidente geográfico com as seguintes características:
- Parte = Alpes Orientais
- Grande sector alpino = Alpes Orientais-Sul
- Secção alpina = Alpes e Pré-Alpes Julianos
- Código = II/C-34

## Imagens

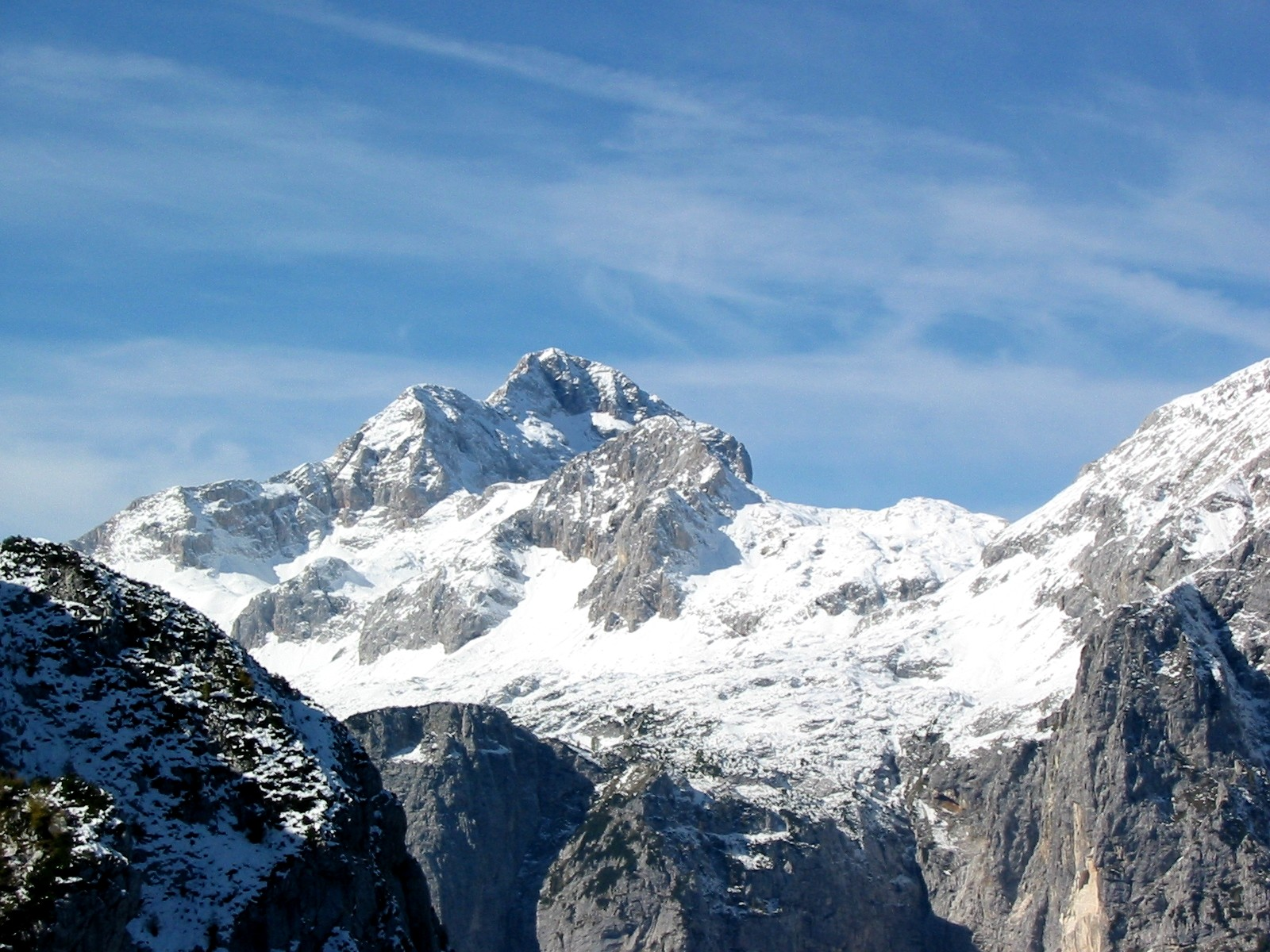
O Triglav ou Monte Três Cabeças